# Eric Jacobsen
Eric Jacobsen (Long Island, 16 giugno 1982) è un direttore d'orchestra e violoncellista statunitense.
Attualmente è membro di Brooklyn Rider, The Knights e del Silk Road Project ed è il direttore musicale dell'Orlando Philharmonic Orchestra, direttore principale della Greater Bridgeport Symphony e partner artistico della Northwest Sinfonietta.

## Biografia
Jacobsen è il figlio di Edmund Jacobsen, violinista ed ex membro della Metropolitan Opera Orchestra e Ivy Jacobsen, nota flautista. Suo fratello è il violinista Colin Jacobsen, con cui ha fondato i Brooklyn Rider e The Knights. I fratelli Jacobsen erano in gran parte indirizzati verso la musica tramite i loro genitori, la cui musica da camera in tarda notte li influenzò in parte nello studio della musica e li ispirò a credere nella musica classica e in seguito a promuoverla come una festa. Jacobsen si laureò alla Juilliard School. Nel 2016 ha sposato la cantante folk Aoife O'Donovan ed hanno avuto una figlia, Ivy Jo nel 2017.

## Direzione d'orchestra
Dirige spesso per The Knights, con i quali ha registrato una vasta collezione di album ed è stato in tournée in Nord America ed Europa. The Knights sono un collettivo orchestrale, flessibile per dimensioni e repertorio, la cui missione è trasformare l'esperienza del concerto. Con un processo collaborativo di prove e il desiderio di promuovere la scoperta musicale, The Knights è stato definito dal New Yorker "uno dei prodotti culturali di Brooklyn di spicco... noto ben oltre la periferia per il loro virtuosismo rilassato e l'ampio repertorio". Il gruppo ha lavorato con alcuni dei nomi più popolari nella musica, come Yo-Yo Ma, Dawn Upshaw, Itzhak Perlman, Jan Vogler, Gil Shaham, Béla Fleck and Joshua Redman. Tra i suoi membri figurano artisti, compositori, arrangiatori, improvvisatori e cantautori e il gruppo ha molte influenze culturali in tutti i generi musicali.
Jacobsen ha diretto The Knights in concerti alla Carnegie Hall, al Lincoln Center, al 92nd Street Y, al Naumburg Bandshell di Central Park, (Le) Poisson Rouge, al Dresden Musikfestpiele, alla Kölner Philharmonie e alla National Gallery di Dublino. Jacobsen e The Knights sono tornati regolarmente per esibirsi al Ravinia Festival di Chicago. Altre apparizioni nei festival comprendono Caramoor, Tanglewood e il Dresden Musikfestspiele. Jacobsen ha diretto numerosi concerti all'Ojai Music Festival 2014, dove erano residenti The Knights, con il pianista Jeremy Denk e il cantante Storm Large.
Jacobsen ha diretto la Camerata Bern nella prima europea di American Seasons di Mark O'Connor, la Detroit Symphony Orchestra con il virtuoso di cornamusa Wu Man, l'Alabama Symphony, l'Orlando Philharmonic Orchestra e l'Orchestra Sinfonica di Baltimora, e ha diretto il Silk Road Ensemble con Yo-Yo Ma.
La stagione 2014-15 segna la prima volta di Jacobsen come direttore musicale della Greater Bridgeport Symphony e partner artistico della Northwest Sinfonietta.
Jacobsen è stato nominato direttore musicale dell'Orlando Philharmonic Orchestra nel 2015, impegnandosi in una scrittura di cinque anni con l'orchestra sinfonica.

## Esecuzioni al violoncello
Eric Jacobsen suona come violoncellista in numerosi gruppi.
Con il fratello Colin fondarono nel 2004 il quartetto d'archi Brooklyn Rider, insieme al violinista Johnny Gandelsman e al violista Nicholas Cords. Il quartetto è stato definito "una delle meraviglie della musica contemporanea" dal LA Times mentre il Pittsburgh Post-Gazette ha dichiarato che il gruppo si esibisce "con l'energia delle giovani rock star che improvvisano con le loro chitarre, un'incursione in un Beethoven alternativo per rendere la musica classica accessibile, ma anche in primo luogo per celebrare il motivo per cui è bello". Il quartetto ha registrato molto ed è apparso al Carnegie Hall, al Lincoln Center, al South by Southwest e al San Francisco Jazz Festival, tra molti altri prestigiosi festival e sale da concerto.
Membro da lungo tempo del Silk Road Ensemble di Yo-Yo Ma, Jacobsen si esibisce sia come violoncellista che come direttore d'orchestra con il gruppo. Col gruppo ha viaggiato per l'Asia, l'Europa e il Nord America, promuovendo partnership culturali e opportunità educative con musicisti di tutto il mondo.
Tra i primi insegnanti di Jacobsen ci sono stati Harvey Shapiro e Joseph Elworthy.

## Registrazioni

### Discografia
- The Knights: the ground beneath our feet (2015, Warner Classics)
- Brooklyn Rider: The Brooklyn Rider Almanac (2014, Mercury Classics)
- The Knights: Beethoven (2013, Sony Classical)
- Brooklyn Rider and Béla Fleck: The Impostor (2013, Decca)
- Brooklyn Rider: A Walking Fire (2013, Mercury Classics)
- The Knights: A Second of Silence (2012, Ancalagon Records)
- Brooklyn Rider: Seven Steps (2012, In A Circle Records)
- The Knights: New Worlds (2010, Sony Classics)
- Lisa Bielawa and The Knights: Chance Encounter (2010)
- The Knights with Scott and Lara St. John: Mozart (2010, Ancalagon Records)
- Brooklyn Rider: Dominant Curve (2010, In A Circle Records)
- Brooklyn Rider: Passport (2010, In A Circle Records)
- Silk Road Ensemble: Off the Map (2009, World Village)
- The Knights and Jan Vogler: Experience - Live From New York (2009, Sony)
- Brooklyn Rider and Kayhan Kalhor: Silent City (2008, World Village)
- Silk Road Ensemble: New Impossibilities (2007, Sony Classics)

### Video
- Silk Road Ensemble with Yo-Yo Ma: Tanglewood (2014, PBS)
- We Are The Knights (2011, PBS)
- The Knights: Beethoven - Pastorale (2009, In A Circle)